# Gyaritus quadridentatus
Gyaritus quadridentatus är en skalbaggsart som först beskrevs av Maurice Pic 1936.  Gyaritus quadridentatus ingår i släktet Gyaritus och familjen långhorningar. Inga underarter finns listade i Catalogue of Life.